# Мунакі (Нью-Джерсі)
Мунакі (англ. Moonachie) — місто (англ. borough) в США, в окрузі Берген штату Нью-Джерсі. Населення — 3133 особи (2020).

## Географія
Мунакі розташоване за координатами 40°50′29″ пн. ш. 74°3′28″ зх. д. / 40.84139° пн. ш. 74.05778° зх. д. (40.841361, -74.057656).  За даними Бюро перепису населення США в 2010 році місто мало площу 4,34 км², з яких 4,31 км² — суходіл та 0,03 км² — водойми.

## Демографія
Згідно з переписом 2010 року, у селищі мешкало 2708 осіб у 1005 домогосподарствах у складі 702 родин. Було 1053 помешкання
Расовий склад населення:
| - 76,6 % — білих - 10,0 % — азіатів - 1,4 % — чорних або афроамериканців - 0,1 % — корінних американців - 8,6 % — осіб інших рас |

До двох чи більше рас належало 3,3 %. Частка іспаномовних становила 24,4 % від усіх жителів.
За віковим діапазоном населення розподілялося таким чином: 18,5 % — особи молодші 18 років, 65,3 % — особи у віці 18—64 років, 16,2 % — особи у віці 65 років та старші. Медіана віку мешканця становила 44,4 року. На 100 осіб жіночої статі у селищі припадало 97,2 чоловіків;  на 100 жінок у віці від 18 років та старших — 95,2 чоловіків також старших 18 років.
Середній дохід на одне домашнє господарство  становив 79 016 доларів США (медіана — 55 179), а середній дохід на одну сім'ю — 91 217 доларів (медіана — 78 906). За межею бідності перебувало 9,9 % осіб, у тому числі 16,7 % дітей у віці до 18 років та 14,3 % осіб у віці 65 років та старших.
Цивільне працевлаштоване населення становило 1377 осіб. Основні галузі зайнятості: освіта, охорона здоров'я та соціальна допомога — 17,8 %, науковці, спеціалісти, менеджери — 14,4 %, роздрібна торгівля — 11,5 %, мистецтво, розваги та відпочинок — 10,7 %.